# Valerio Romolo
Valerio Romolo (294 – 309) è stato il figlio primogenito di Massenzio, cesare e poi usurpatore, e di Valeria Massimilla, figlia dell'imperatore romano Galerio.

## Biografia
Nato nel 294 quando Massenzio aveva solo sedici anni, non ebbe mai alcuna rilevanza politica anche per la giovane età in cui morì. Valerio fu insignito del titolo di clarissimus puer da bambino, e in seguito di quello di nobilissimus vir. Tenne il consolato con il padre nel 308 e nel 309; il fatto che Massenzio sia stato console da solo per l'anno 310 suggerisce che Valerio sia morto nel corso del 309, probabilmente annegato nel Tevere.
Massenzio seppellì il figlio nel mausoleo familiare costruito presso la propria villa lungo la via Appia. Valerio fu divinizzato e nel Foro Romano gli fu dedicato un tempio.

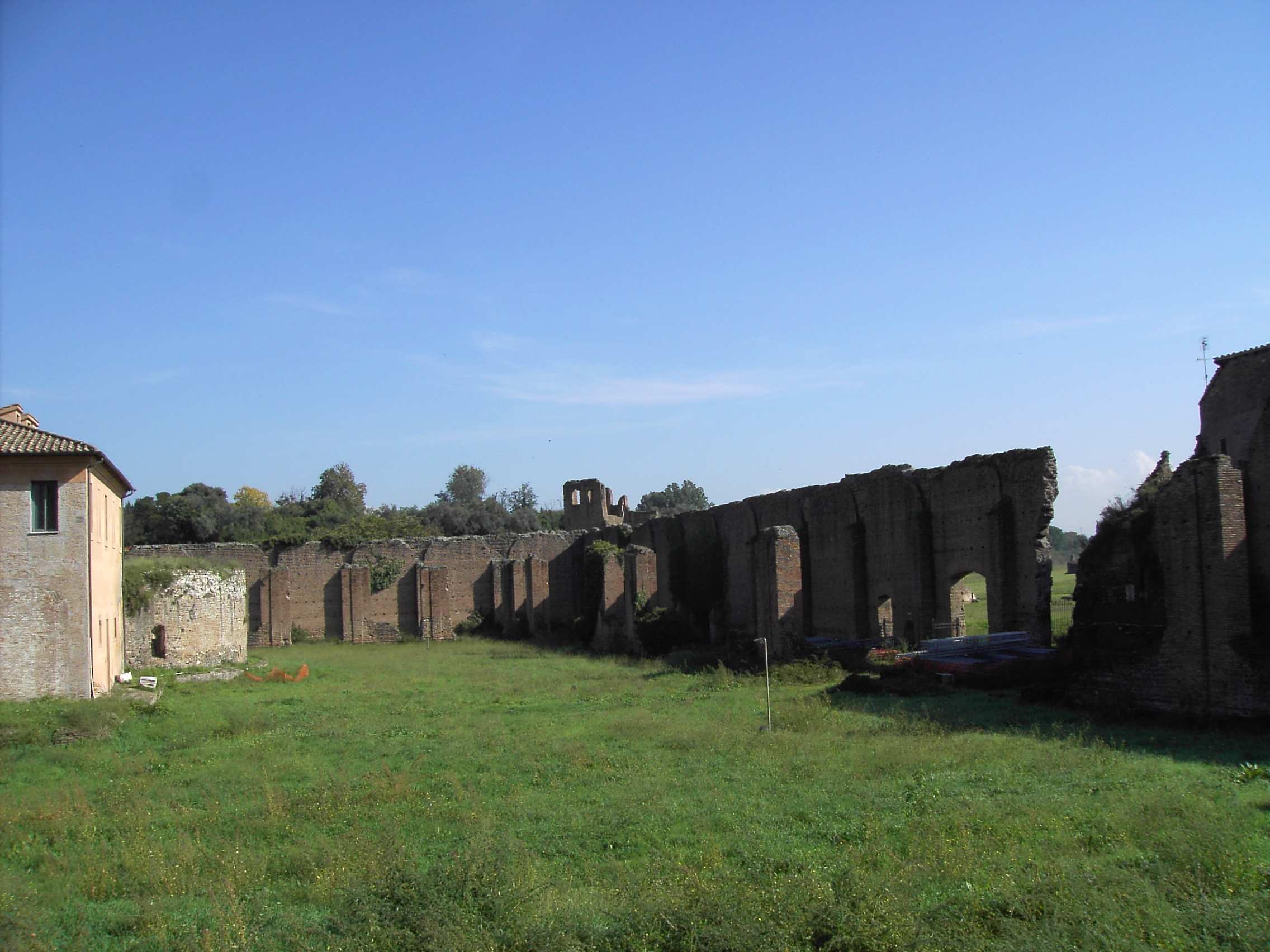
Tomba di Romolo lungo la Via Appia, nei pressi della Villa di Massenzio.